# Gerhard von Attendorn
Gerhard von Attendorn (* um 1340; † ca. 1396) war ein Bürgermeister der Hansestadt Lübeck.

## Leben
Gerhard von Attendorn entstammte einer in Lübeck seit dem letzten Quartal des 13. Jahrhunderts mit dem Ratsherrn Volmar von Attendorn nachgewiesenen ratsfähigen Geschlecht derer von Attendorn, die der sauerländischen Hansestadt Attendorn entstammte. Sein Vater war der 1349 auf einer Wallfahrt ins Heilige Land verstorbene Ratsherr Eberhard von Attendorn.
Dem Lübecker Rat gehörte Gerhard von Attendorn zumindest seit 1367 an und tat sich als Ratsherr sowohl als Truppenführer wie als Diplomat für die Stadt hervor. Als Militärführer befehligte er 1368 die Truppen gegen den dänischen König Waldemar IV. („Atterdåg“) im Zweiten Waldemarkrieg. Ebenfalls unter seinem Befehl standen im Jahr 1377 die Belagerung der Burg Dannenberg in der Göhrde und die Einnahme von Schloss Wehningen im Amt Neuhaus. Als Gesandter der Stadt reiste er
- 1370 nach Norwegen, um mit König Håkon VI. einen Waffenstillstand zu vereinbaren
- 1372 zu Verhandlungen mit dem schwedischen König Magnus II. und Håkon
- 1385 zu Graf Adolf VII. von Holstein-Kiel
- 1393 zu Verhandlungen zwischen König Albrecht von Schweden und Königin Margarethe I. von Dänemark und in einer weiteren Mission ebenfalls im Jahr
- 1393 nach Falsterbo und Schonen zu Verhandlungen mit Königin Margarethe und Herzog Johann II. von Mecklenburg-Stargard.

Auf den Tagfahrten vertrat er die Stadt Lübeck bei Hansetagen 1367–75 in Köln, Lübeck, Rostock und Stralsund.
Als Schiedsrichter vermittelte er 1376 interne Streitigkeiten des Rates der Stadt Stade, 1385 im Baltikum zwischen dem Stift Dorpat und dem schwedischen Gouverneur von Finnland und 1391 zwischen dem Deutschen Orden und dem Erzbistum Riga.
1372 verpfändete ihm sein Vetter, der Ratsherr Gottschalk von Attendorn das Dorf Dassow mit Hof und Mühle und sein Lübecker Wohnhaus wegen einer Darlehensschuld von 2000 Mark. Gerhard von Attendorn selbst gehörte ein Anteil am Gut Roggenhorst. Er bewohnte das Haus Mengstraße 6 in Lübeck und war ein Mitglied der Zirkelgesellschaft.